# Tom Reux
Pour les articles homonymes, voir Reux (homonymie).
Tom Reux, né le 24 février 1999 à Stains, est un lanceur de disque français.

## Biographie
Champion de France cadet en 2017, il est sacré champion de France junior en 2018 et champion de France espoir en 2019 et 2020.
Il remporte le concours du lancer du disque aux championnats de France 2021 avec une marque de 60,68 mètres. Vice-champion de France en 2022 avec un lancer à 58,71 mètres, Il remporte son deuxième titre national en 2023 avec une marque de 59,88 mètres.
Le 18 mai 2024 lors du Meeting de la Martinique à Fort-de-France, il améliore de plus de six mètres son record personnel et réalise la deuxième meilleure performance française de tous les temps avec 67,91 m, s'acquittant des minimas de qualification pour les Jeux olympiques de 2024 (67,20 m).

## Palmarès

### International
| Date | Compétition                    | Lieu  | Résultat | Marque  |
| ---- | ------------------------------ | ----- | -------- | ------- |
| 2019 | Championnats d'Europe espoirs  | Gävle | 8e       | 55,87 m |
| 2021 | Coupe d'Europe des lancers U23 | Split | 3e       | 58,11 m |
| 2022 | Jeux méditerranéens            | Oran  | 4e       | 60,80 m |

### National
| Championnats de France « Élite » | 2019 | 2020 | 2021 | 2022 | 2023 | 2024 |
| -------------------------------- | ---- | ---- | ---- | ---- | ---- | ---- |
| Championnats de France « Élite » | 2e   | 2e   | 1er  | 2e   | 1er  | 3e   |

## Records
| Épreuve          | Marque  | Lieu           | Date        |
| ---------------- | ------- | -------------- | ----------- |
| Lancer du disque | 67,91 m | Fort-de-France | 18 mai 2024 |